# شون برادبري
شون برادبري (بالإنجليزية: Shaun Bradbury)‏ (11 فبراير 1974 ببرمنغهام في المملكة المتحدة - ) هو لاعب كرة قدم بريطاني في مركز الهجوم. لعب مع نادي هيرفورد ووولفرهامبتون واندررز وChasetown F.C. ‏ ونادي تلفورد يونايتد وBridgnorth Town F.C. ‏ وShifnal Town F.C. ‏.